# Atherigona chirinda
Atherigona chirinda är en tvåvingeart som beskrevs av Dike 1987. Atherigona chirinda ingår i släktet Atherigona och familjen husflugor.
Artens utbredningsområde är Zimbabwe. Inga underarter finns listade i Catalogue of Life.